# Food Network (Польща)
Food Network — польська версія американського каналу на кулінарну тематику. Транслює мовлення каналу Група TVN. 
Канал розпочав мовлення 22 листопада 2012 року як Polsat Food Network. З 29 червня 2015 року канал доступний у версії HDTV з тією самою програмою ефіру. Через купівлю групи TVN групою Scripps Networks Interactive, у січні 2017 року співпраця з Telewizja Polsat була припинена, а канал перейшов у власність Групи TVN,слово «Polsat» було усунено з назви каналу, а тому вона змінилась на Food Network.
З 2017 року послом бренду польської версії каналу Food Network стала Магда Гесслер. 

## Програма ефіру до 2017 року — канал Polsat Food Network
У програму ефіру включені власні проекти Polsat Food Network та польська продукція, придбана у інших телерадіомовників, включаючи: 
- Кулінарні подорожі з Гаєм Фієрі (англ. Diners, Drive-Ins та Dives)
- Італійська кухня на щодень
- Їжа з кухні
- Кухонні виклики
- Босонога Контесса
- Кухонні сутички
- Єва готує
- Окраса порушує правила
- Кулінарні подорожі Роберта Макловича

## Програма ефіру з січня 2017 року —  канал Food Network
У новому розкладі з січня 2017 року були також польські програми від Групи TVN, такі як: 
- Смачні 25
- Твій гаманець, наша дієта
- Революція на тарілці
- Радник зі смаку

А з осені 2017 року з’явилось ще більше польської продукції, серед якої: 
- Сексуальна кухня Магди Гесслер
- Маклович в дорозі

## Цікаві факти
- Канал «Food Network» доступний на платформах Canal+ та Cyfrowy Polsat, а також у пропозиції Orange TV та в більшості кабельних мереж лише у якості зображення HD.
- Багаторазово відзначені нагородами кулінарні програми та звання «Freesat Best Specialist Channel» 2013 року.
- Мультикультурні програми, що презентують кулінарні таланти.
- Зміст адаптований для польського глядача
- Цільова група 16-49 років — це в середньому 2,1 мільйона людей.  Попередній логотип польської версії каналу, який функціонував до кінця 2016 року як Polsat Food Network

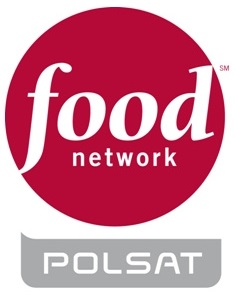
Попередній логотип польської версії каналу, який функціонував до кінця 2016 року як Polsat Food Network